# Hanna Obbeek
 (octobre 2018).
Si vous disposez d'ouvrages ou d'articles de référence ou si vous connaissez des sites web de qualité traitant du thème abordé ici, merci de compléter l'article en donnant les références utiles à sa vérifiabilité et en les liant à la section « Notes et références ».
Hanna Obbeek, née le 24 avril 1998 aux Pays-Bas, est une actrice néerlandaise.

## Filmographie

### Cinéma
- 1999 : Een vrouw van het noorden : Emilies dochter[2]
- 1999 : Rembrandt de Charles Matton : Titus
- 2000 : Hanna lacht : Hanna
- 2008 : Marathon girl : Julie
- 2010 : Briefgeheim de Simone van Dusseldorp : Eva[3]
- 2012 : Achtste-groepers huilen niet (nl) de Dennis Bots : Akkie[4]
- 2013 : Bobby en de geestenjagers (nl) de Martin Lagestee : Sanne[5]
- 2014 : Les Boxtrolls : Stem van Winnie
- 2014 : Onder het hart (nl) de Nicole van Kilsdonk : Sofie[6]
- 2014 : Moordvrouw : Mirthe Vermeer
- 2015 : Bloed, zweet & tranen de Diederick Koopal : La fille de Tim Griek
- 2018 : Bladgoud : Abbey